# Södermanlands runinskrifter 38
Södermanlands runinskrifter 38 är en sedan länge försvunnen runsten som suttit inmurad i spismuren i Åby mellangårds brygghus i Trosa-Vagnhärad socken. Stenen skall ursprungligen ha stått placerad på en liten höjd mitt i en större stenkrets öster om byn. Tack vare Richard Dybecks teckning från 1855 kan vi få en uppfattning om stenens budskap och hur den såg ut.

## Inskrift
Translitterering av runraden:
[...R : raisti : stain : þinsa : at : fraukiR : faþur : sin : kuþan : kuþ : hialbi : ant : ha(n)...]
Normalisering till runsvenska:
... ræisti stæin þennsa at FrøygæiR, faður sinn goðan. Guð hialpi and han[s].
Översättning till nusvenska:
… reste denna sten efter Fröger, sin gode fader. Gud hjälpe hans ande.